# Traité de Madrid (1621)
Pour les articles homonymes, voir Traité de Madrid.
Le traité de Madrid est un traité international signé à Madrid le 26 avril 1621, un mois après la mort de Philippe III, entre l’Espagne et François de Bassompierre, pour la France, sous la médiation du pape Grégoire XV.

## Termes
Aux termes de ce traité tentant d’apporter une solution au conflit de la Valteline, la souveraineté des Grisons protestants sur la Valteline était restaurée dans la Valteline. Les forts bâtis par les Espagnols seraient rasés, à la condition que le catholicisme y demeure la seule religion. En contrepartie, l’Espagne accordait l’amnistie aux protestants de la Valteline et leur permettait de pratiquer librement leur foi. L’Espagne récupérait également Chiavenna.
Ce traité, qui devait être ratifié par les Grisons et garanti par le roi de France et les treize cantons suisses, ne fut jamais appliqué. Le traité de Paris de 1623, qui tenta d’y remédier, connut le même sort.